# فرانسیس هانن
فرانسیس هانن (انگلیسی: Frances Hannon) یک چهره‌پرداز اهل ایالات متحده آمریکا است. 
وی به همراه مارک کولیر برنده جایزه اسکار بهترین چهره‌پردازی و آرایش مو در دوره ۸۷ام بخاطر فیلم هتل بزرگ بوداپست شده است.